# Eremophila grandiflora
Eremophila grandiflora är en flenörtsväxtart som beskrevs av Andrew Phillip Brown och Buirchell. Eremophila grandiflora ingår i släktet Eremophila och familjen flenörtsväxter. Inga underarter finns listade i Catalogue of Life.